# Penpa Tsering
Penpa Tsering (em tibetano: སྤེན་པ་ཚེ་རིང; Wylie: spen pa tshe ring་) (nascido em 1967) é um político tibetano radicado na Índia. Ele é o segundo Sikyong democraticamente eleito da Administração Central Tibetana na Índia. Ele sucedeu o último Sikyong Lobsang Sangay em 27 de maio de 2021. Penpa Tsering foi presidente do Parlamento da Administração Central Tibetana (Parlamento Tibetano no Exílio) por dois mandatos entre 2008 e 2016. 

## Carreira política
Penpa foi eleito para o Parlamento da Administração Central Tibetana (PACT) para dois mandatos de 1996 e 2006.  Depois disso, tornou-se presidente do 14º e 15º Parlamento entre 2008 e 2016.  Em julho de 2016, ele foi nomeado "Representante do Dalai Lama na América do Norte, Representante no Escritório do Tibete, Washington, D.C." por um ano.    Ele assumiu formalmente o cargo em 29 de agosto de 2016.  Como Representante, as suas funções envolviam reunir-se com líderes e funcionários,  presidir eventos culturais relacionados com o Tibete e abordar questões tibetanas e relacionadas com o Tibete.  
Penpa foi vice-campeão nas eleições de Sikyong em 2016.  Ele anunciou sua candidatura para as eleições de 2021 em 3 de setembro de 2020.  Durante as eleições gerais do CTA de 2021, Penpa obteve 34.324 votos, 5.417 a mais do que Kaydor Aukatsang (Kelsang Dorjee Aukatsang), que obteve o segundo maior número de votos; um total de 63.991 tibetanos votaram.   Penpa falou sobre "resolver a questão do Tibete", "cuidar do bem-estar dos tibetanos no exílio",  buscar "todas as formas possíveis de comunicação com a China",  "facilitar uma visita do Dalai Lama para a China",  e defendendo a libertação de "Panchen Lama Gedhun Choekyi Nyima e de todos os outros presos políticos".  